# Varicorhinus
Varicorhinus är ett släkte av fiskar. Varicorhinus ingår i familjen karpfiskar.

## Dottertaxa tillVaricorhinus, i alfabetisk ordning[1]
- Varicorhinus altipinnis
- Varicorhinus ansorgii
- Varicorhinus axelrodi
- Varicorhinus beso
- Varicorhinus brauni
- Varicorhinus capoetoides
- Varicorhinus clarkeae
- Varicorhinus dimidiatus
- Varicorhinus ensifer
- Varicorhinus fimbriatus
- Varicorhinus iphthimostoma
- Varicorhinus jaegeri
- Varicorhinus jubae
- Varicorhinus latirostris
- Varicorhinus leleupanus
- Varicorhinus longidorsalis
- Varicorhinus lufupensis
- Varicorhinus macrolepidotus
- Varicorhinus mariae
- Varicorhinus maroccanus
- Varicorhinus nelspruitensis
- Varicorhinus pellegrini
- Varicorhinus platystomus
- Varicorhinus pungweensis
- Varicorhinus robertsi
- Varicorhinus ruandae
- Varicorhinus ruwenzorii
- Varicorhinus sandersi
- Varicorhinus semireticulatus
- Varicorhinus steindachneri
- Varicorhinus stenostoma
- Varicorhinus tornieri
- Varicorhinus upembensis
- Varicorhinus varicostoma
- Varicorhinus werneri
- Varicorhinus wittei
- Varicorhinus xyrocheilus